# Гайдук Роман Володимирович
Рома́н Володи́мирович Гайдук — лейтенант Збройних сил України, учасник російсько-української війни.

## З життєпису
Випускник 2012 року Академії сухопутних військ імені гетьмана Петра Сагайдачного, спеціальність «управління діями підрозділів аеромобільних військ».
Командир групи спеціального призначення, 8-й окремий полк. 24 травня 2014-го в Луганську під час виконання завдання здійснив розвідку маршрутів до водної перешкоди. Здобуто важливу інформацію щодо наведення переправи, завдання без втрат. Надалі група під орудою Романа Гайдука зайняла вогневу позицію та відбила напад терористів.

## Нагороди
2 серпня 2014 року — за особисту мужність і героїзм, виявлені у захисті державного суверенітету та територіальної цілісності України, вірність військовій присязі під час російсько-української війни, відзначений — нагороджений орденом «За мужність» III ступеня.